# أنتي ماشيتش
أنتي ماشيتش مواليد 18 أكتوبر 1985 في جمهورية البوسنة والهرسك الاشتراكية، هو لاعب كرة سلة بوسني. بدأ مسيرته الاحترافية في سنة 2002. يلعب مع نادي غوريسا لكرة السلة. يبلغ طوله 6 قدم 7 بوصة (2.0 م).

## المسيرة الاحترافية
لعب مع زلاتوروج لاشكو من سنة 2007 إلى 2009، ثم لعب مع نادي زغرب لكرة السلة من سنة 2009 إلى 2012، ثم لعب مع نادي سيبونا لكرة السلة في سنة 2012، ثم لعب مع نادي سيدفيتا لكرة السلة في سنة 2013، ثم لعب مع زغرب في سنة 2013، ثم لعب مع نادي إكاروس كاليثيا لكرة السلة في موسم 2013–2014.

## روابط خارجية
- أنتي ماشيتش على موقع الاتحاد الدولي لكرة السلة (الإنجليزية)
- أنتي ماشيتش على موقع كرة السلة الأوروبية.كوم (الإنجليزية)
- أنتي ماشيتش على موقع ريلجم (الإنجليزية)
- أنتي ماشيتش على موقع بروبوليرز (الإنجليزية)
- أنتي ماشيتش على موقع سبورتس رفرنس (الإنجليزية)